# Думец (Верона)
Думец је насеље у Италији у округу Верона, региону Венето.
Према процени из 2011. у насељу је живело 89 становника. Насеље се налази на надморској висини од 306 м.